# Памятник санитарке
Памятник санитарке — бронзовый памятник, установленный рядом с парком С. Жеромского в г. Колобжег Западно-Поморского воеводства Польши.
Автор памятника — вроцлавский скульптор Адольф Когел. Торжественно открыт 13 июля 1980 в курортной зоне Колобжега на ул. генерала Сикорского.
Памятник установлен в честь санитарок Второй мировой войны, которые в рядах Войска Польского вместе с Красной Армией сражались за Померанию весной 1945 года.
На невысоком постаменте помещены две бронзовые фигуры — девушки в польском военном мундире, с санитарной сумкой на плече, поддерживающей раненого бойца. Макетом для главной фигуры памятника послужила санитарка, рядовой польской армии Эвелина Новак, погибшая в боях за Колобжег в марте 1945, когда она выносила раненого солдата с поля боя.
Памятник спроектирован таким образом, что солнечные лучи никогда не освещают лицо санитарки, подчеркивая суровый лик военных тягот, которые испытывали героини войны.